# Liste der Biografien/Fischer
Liste der Biografien |
Portal Biografien |
Personensuche
# |
A |
B |
C |
D |
E |
F |
G |
H |
I |
J |
K |
L |
M |
N |
O |
P |
Q |
R |
S |
T |
U |
V |
W |
X |
Y |
Z |
?
 
Fa |
Fe |
Ff |
Fh |
Fi |
Fj |
Fk |
Fl |
Fm |
Fn |
Fo |
Fr |
Ft |
Fu |
Fy
 
Fia |
Fib |
Fic |
Fid |
Fie |
Fif |
Fig |
Fih |
Fii |
Fij |
Fik |
Fil |
Fim |
Fin |
Fio |
Fip |
Fiq |
Fir |
Fis |
Fit |
Fiu |
Fiv |
Fix |
Fiz
 
Fisa |
Fisb |
Fisc |
Fise |
Fish |
Fisi |
Fisk |
Fisl |
Fism |
Fiso |
Fisq |
Fiss |
Fist |
Fisu |
Fisz
 
Fisce |
Fisch |
Fiscu
 
Fischa |
Fischb |
Fischd |
Fische |
Fischg |
Fischh |
Fischi |
Fischl |
Fischm |
Fischn |
Fischo |
Fischt
 
Fisched |
Fischel |
Fischen |
Fischer |
Fischet
 
Fischer, A |
Fischer, B |
Fischer, C |
Fischer, D |
Fischer, E |
Fischer, F |
Fischer, G |
Fischer, H |
Fischer, I |
Fischer, J |
Fischer, K |
Fischer, L |
Fischer, M |
Fischer, N |
Fischer, O |
Fischer, P |
Fischer, R |
Fischer, S |
Fischer, T |
Fischer, U |
Fischer, V |
Fischer, W |
Fischer, X |
Fischer, Y |
Fischer, Z |
Fischera |
Fischerk |
Fischerm |
Fischern |
Fischero
Die Liste der Biografien führt alle Personen auf, die in der deutschsprachigen Wikipedia einen Artikel haben. Dieses ist eine Teilliste mit 105 Einträgen von Personen, deren Namen mit den Buchstaben „Fischer“ beginnt.

## Fischer

### Fischer A
- Fischer Ausserer, Karin (* 1963), Archäologin

### Fischer B
- Fischer Boel, Mariann (* 1943), dänische Politikerin

### Fischer C
- Fischer Christensen, Pernille (* 1969), dänische Regisseurin
- Fischer Christensen, Stine (* 1985), dänische Schauspielerin

### Fischer D
- Fischer de Nagy, István (1754–1822), Bischof der römisch-katholischen Kirche von Satu Mare (Sathmar, Erzbischof von Eger)

### Fischer G
- Fischer gen. Walter, Johann (1488–1554), hessischer Verwaltungsjurist und Politiker

### Fischer N
- Fischer Nielsen, Joachim (* 1978), dänischer Badmintonspieler

### Fischer R
- Fischer Rodrian, Jens (* 1967), deutscher Musiker, Komponist und Musikproduzent

### Fischer S
- Fischer Schulthess, Andrea (* 1969), Schweizer Journalistin und Autorin

### Fischer V
- Fischer von Erlach, Johann Bernhard (1656–1723), österreichischer Architekt des BarockJohann Bernhard Fischer von Erlach (1656–1723)

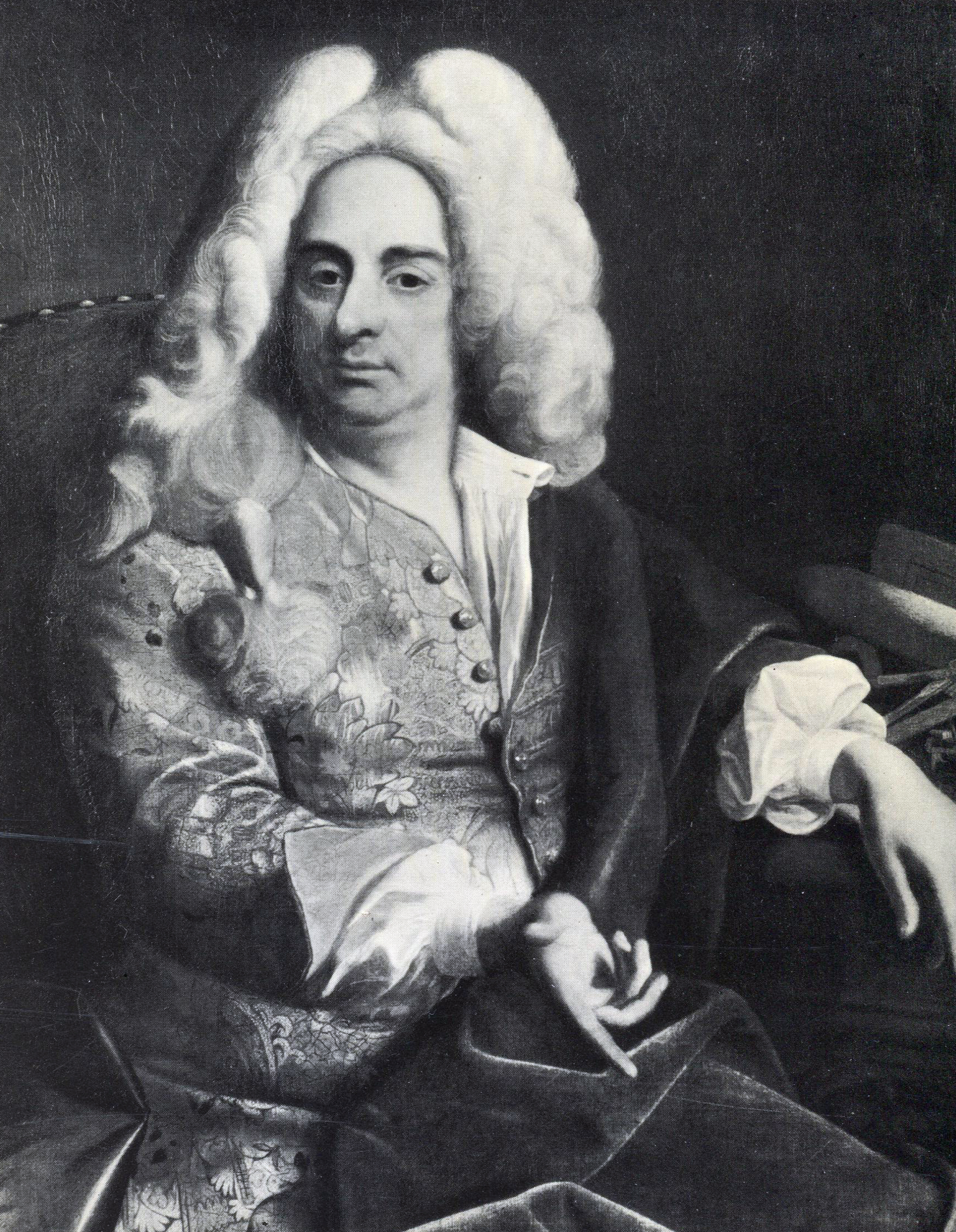
Johann Bernhard Fischer von Erlach (1656–1723)

- Fischer von Erlach, Joseph Emanuel († 1742), österreichischer Architekt
- Fischer von Farkasházy, Moritz (1799–1880), ungarischer Porzellan-Hersteller
- Fischer von Röslerstamm, Eduard (1848–1915), österreichischer Journalist und Autographensammler
- Fischer von Röslerstamm, Josef Emanuel (1787–1866), österreichischer Stahlwarenfabrikant, Entomologe
- Fischer von Waldheim, Alexander Grigorjewitsch (1803–1884), deutschstämmiger russischer Botaniker (und Arzt)
- Fischer von Waldheim, Gotthelf (1771–1853), deutscher Naturforscher
- Fischer von Weikersthal, Ludwig (1843–1912), württembergischer Generalmajor, Kommandeur des Landjägerkorps
- Fischer von Weikersthal, Walther (1890–1953), deutscher General der Infanterie im Zweiten Weltkrieg

### Fischer-A
- Fischer-Achten, Caroline (1806–1896), österreichische Sopransängerin
- Fischer-Antze, Joscha (1944–2023), deutscher Synchronsprecher
- Fischer-Appelt, Bernhard (* 1965), deutscher Manager
- Fischer-Appelt, Peter (* 1932), deutscher evangelischer Theologe und Universitätspräsident
- Fischer-Art, Michael (* 1969), deutscher Maler und Bildhauer

### Fischer-B
- Fischer-Baling, Eugen (1881–1964), deutscher Bibliothekar, Historiker, Politologe, evangelischer Theologe und Schriftsteller
- Fischer-Barnicol, Hans A. (1930–1999), deutscher Religions- und Kulturwissenschaftler
- Fischer-Benzon, Rudolph von (1839–1911), deutscher Gymnasiallehrer und Landesbibliothekar
- Fischer-Bosch, Margarete (1888–1972), deutsche Politikerin (DVP, FDP), MdL
- Fischer-Bossert, Wolfgang (* 1965), deutscher Klassischer Archäologe und Numismatiker
- Fischer-Bovet, Christelle (* 1977), schweizerische Althistorikerin
- Fischer-Breiholz, Owe (* 2004), deutscher Leichtathlet
- Fischer-Buck, Anne (1920–2013), deutsche Pädagogin und Philosophin

### Fischer-C
- Fischer-Colbrie, Arthur (1895–1968), Schriftsteller und Beamter am Oberösterreichischen Landesmuseum
- Fischer-Colbrie, Augustín (1863–1925), römisch-katholischer Geistlicher und Bischof von Košice
- Fischer-Colbrie, Peter (* 1941), österreichischer Fachmann für Gartenbau
- Fischer-Cörlin, Ernst Albert (1853–1932), deutscher Genre- und Historienmaler
- Fischer-Corso, Heini (1921–1990), Schweizer Grafiker, Grafikdesigner, Plakatkünstler und Maler
- Fischer-Czermak, Constanze (* 1959), österreichische Juristin

### Fischer-D
- Fischer-Defoy, Christine (* 1951), deutsche Autorin, Filmemacherin und Kulturhistorikerin
- Fischer-Defoy, Werner (1880–1955), deutscher Arzt und Medizinalbeamter
- Fischer-Derenburg, Friedrich Wilhelm (1882–1973), deutscher Maler
- Fischer-Dieskau, Dietrich (1925–2012), deutscher Sänger (Bariton), Dirigent, Maler, Musikschriftsteller und RezitatorDietrich Fischer-Dieskau (1925–2012)

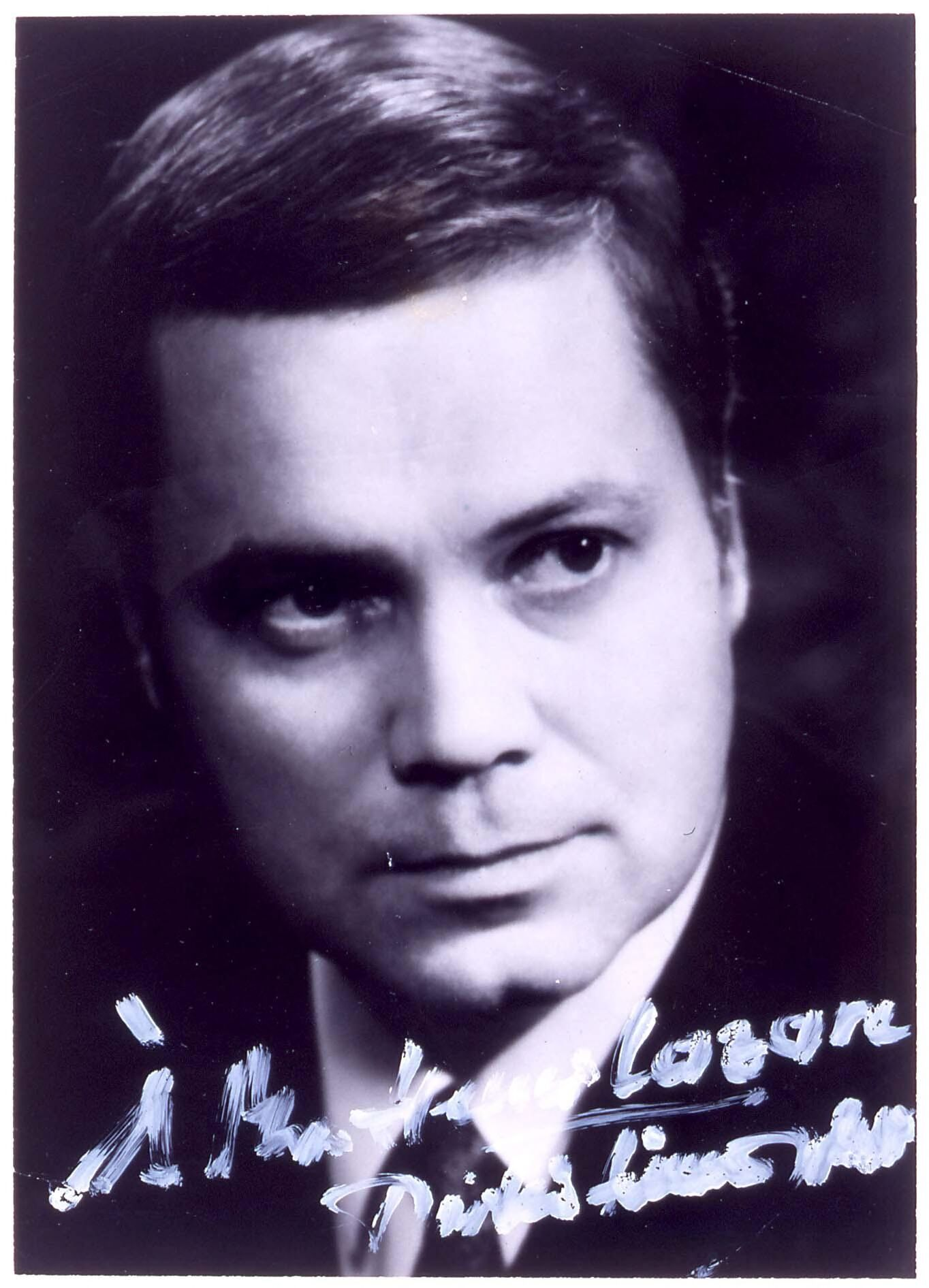
Dietrich Fischer-Dieskau (1925–2012)

- Fischer-Dieskau, Joachim (1896–1977), deutscher Jurist und Ministerialbeamter
- Fischer-Dieskau, Klaus (1921–1994), deutscher Chorleiter
- Fischer-Dieskau, Manuel (* 1963), deutscher Cellist, Professor für Violoncello und Kammermusik sowie künstlerischer Leiter von Konzertreihen
- Fischer-Dieskau, Mathias (* 1951), deutscher Bühnenbildner und Theaterausstatter
- Fischer-Dorp, Ewald (1899–1991), deutscher Richter
- Fischer-Dückelmann, Anna (1856–1917), österreichisch-ungarische Ärztin und Lebensreformerin

### Fischer-E
- Fischer-Elfert, Hans-Werner (* 1954), deutscher Ägyptologe
- Fischer-Elpons, Georg (1866–1939), deutsch-brasilianischer Maler und Kunstlehrer
- Fischer-Epe, Maren (* 1953), deutsche Psychologin, Unternehmensberaterin und Fachbuchautorin

### Fischer-F
- Fischer-Fabian, Florian (* 1957), deutscher Wirtschaftsjournalist, Fernsehmoderator und Buchautor
- Fischer-Fabian, S. (1922–2011), deutscher Sachbuchautor und Journalist
- Fischer-Fehling, Kurt (1904–1978), deutscher Schauspieler und Hörspielsprecher
- Fischer-Frey, Johanna (1867–1907), österreichische Opern- und Operettensängerin (Sopran)
- Fischer-Friedrich, Elisabeth (* 1981), deutsche Biophysikerin
- Fischer-Friesenhausen, Friedrich (1886–1960), deutscher Dichter und Schriftsteller

### Fischer-G
- Fischer-Gaaden, Heimar (1923–2014), deutscher Porträtmaler
- Fischer-Geising, Heribert (1896–1984), deutscher Maler und Zeichner
- Fischer-Gurig, Adolf (1860–1918), deutscher Maler

### Fischer-H
- Fischer-Heidlberger, Heinz (* 1952), deutscher Jurist, Präsident des Bayerischen Obersten Rechnungshofs
- Fischer-Hjalmars, Inga (1918–2008), schwedische Physikerin, Chemikerin und Pionierin auf dem Gebiet der Quantenchemie
- Fischer-Hofmann, Hedwig (1888–1983), österreichisch-US-amerikanische Dermatologin, Frauenrechtlerin und NS-Verfolgte
- Fischer-Homberger, Esther (1940–2019), Schweizer Psychiaterin und Medizinhistorikerin
- Fischer-Hunold, Alexandra (* 1966), deutsche Schriftstellerin

### Fischer-J
- Fischer-Jørgensen, Eli (1911–2010), dänische Linguistin, Phonetikerin und Vertreterin des dänischen Strukturalismus

### Fischer-K
- Fischer-Karwin, Heinz (1915–1987), österreichischer Journalist und Moderator
- Fischer-Köppe, Hugo (1890–1937), deutscher Schauspieler
- Fischer-Kowalski, Marina (* 1946), österreichische Soziologin und Hochschullehrerin
- Fischer-Kupfer, Marianne (1922–2008), deutsche Opernsängerin (Sopran) und Gesangspädagogin

### Fischer-L
- Fischer-Lamberg, Otto (1886–1963), deutscher Maler
- Fischer-Lescano, Andreas (* 1972), deutscher Rechtswissenschaftler
- Fischer-Lette, Marie (1830–1918), deutsche Pazifistin und Publizistin
- Fischer-Lichte, Erika (* 1943), deutsche Theaterwissenschaftlerin und HochschullehrerinErika Fischer-Lichte (* 1943)

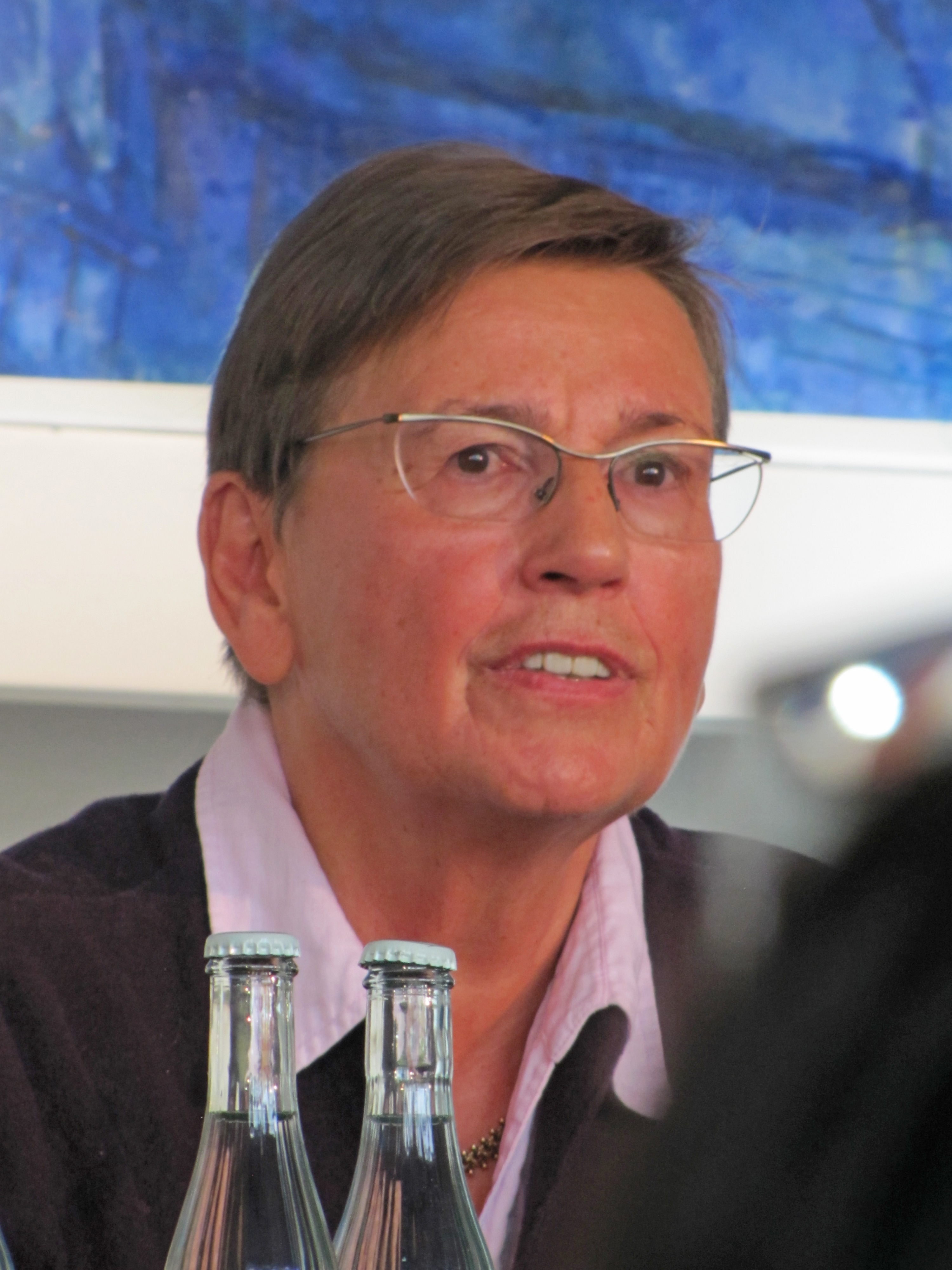
Erika Fischer-Lichte (* 1943)

- Fischer-Loßainen, Reinhold von (1870–1940), deutscher Konteradmiral und Marineattaché

### Fischer-M
- Fischer-Maraffa, Anna (1806–1866), deutsche Sängerin
- Fischer-Markgraff, Elisabeth, deutsche Schriftstellerin
- Fischer-Menshausen, Herbert (1906–2000), deutscher Verwaltungsjurist, Ministerialbeamter und Finanzdirektor
- Fischer-Menzel, Helgrit (* 1948), deutsche Politikerin (SPD), MdHB, Senatorin für Arbeit, Gesundheit und Soziales in Hamburg (1993–1998)
- Fischer-Møller, Peter (* 1955), dänischer lutherischer Bischof
- Fischer-Münster, Gerhard (* 1952), deutscher Komponist

### Fischer-N
- Fischer-Nagel, Andreas (* 1951), deutscher Biologe und Schriftsteller
- Fischer-Nagel, Heiderose (* 1956), deutsche Autorin und Verlegerin
- Fischer-Nienburg, Hans Ludwig (1891–1990), deutscher Maler, Zeichner und Grafiker
- Fischer-Nosbisch, Dorothea (1921–2009), deutsche Grafikerin und Briefmarkenkünstlerin

### Fischer-R
- Fischer-Rhein, Jakob (1888–1976), deutscher Zeichner, Porträt- und Landschaftsmaler
- Fischer-Rizzi, Susanne (* 1952), deutsche Heilpraktikerin, Phytotherapeutin und Autorin
- Fischer-Roloff, Heinz (1923–2004), deutscher Maler und Grafiker
- Fischer-Roloff, Hermann (1917–1988), deutscher Maler und Grafiker

### Fischer-S
- Fischer-Schlemm, Norbert (* 1939), deutscher Verkehrsplaner, Gutachter und emeritierter Professor
- Fischer-Schlemm, Walther (1888–1958), deutscher Maschinentechnologe, Hochschullehrer und ehemaliger Rektor der Universität Hohenheim
- Fischer-Schreiber, Ingrid (* 1956), österreichische Sinologin und Buddhologin
- Fischer-Schuppach, Hans (1906–1987), deutscher Maler, Zeichner und Buchillustrator
- Fischer-Schweder, Bernhard (1904–1960), deutscher Kriegsverbrecher, Polizeichef von Tilsit, Beteiligter an Kriegsverbrechen
- Fischer-Sigwart, Hermann (1842–1925), Schweizer Apotheker, Sammler, Autor, Botaniker, Naturforscher, Museumsgründer und Konservator.
- Fischer-Solms, Herbert (1946–2022), deutscher Sportjournalist

### Fischer-T
- Fischer-Trachau, Otto (1878–1958), akademischer Maler und Raumkünstler
- Fischer-Treuenfeld, Karl von (1885–1946), deutscher SS-Gruppenführer und Generalleutnant der Waffen-SSKarl von Fischer-Treuenfeld (1885–1946)

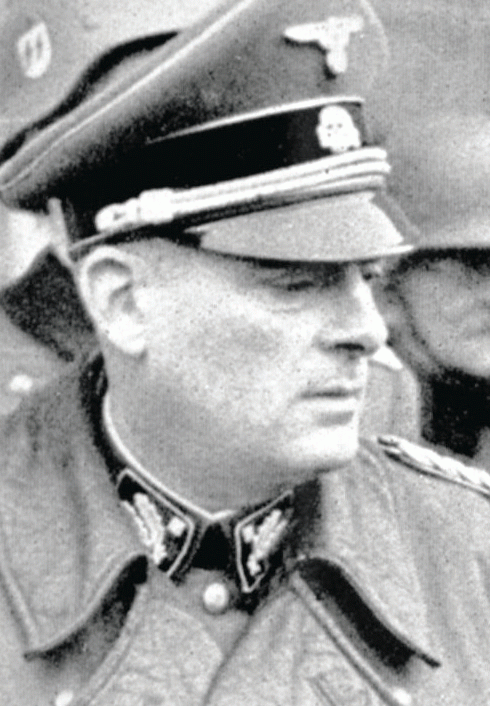
Karl von Fischer-Treuenfeld (1885–1946)

- Fischer-Treuenfeld, Victor von (1833–1892), preußischer Verwaltungsbeamter, Polizeipräsident und Landrat
- Fischer-Treyden, Elsa (1901–1995), deutsche Produktdesignerin

### Fischer-U
- Fischer-Uwe, Bruno (1915–1992), deutscher Maler und Hochschullehrer

### Fischer-V
- Fischer-Vorauer, Monika (* 1965), österreichische Maskenbildnerin

### Fischer-W
- Fischer-Wasels, Bernhard (1877–1941), deutscher anatomischer Pathologe
- Fischer-Wieruszowski, Frieda (1874–1945), deutsche Kunstsammlerin, Stifterin, Museumsleiterin und Schriftstellerin
- Fischer-Winkelmann, Wolf F. (1941–2009), deutscher Wirtschaftswissenschaftler

### Fischer-Z
- Fischer-Zernin, Lars (1923–2009), deutscher Politiker (CDU), MdL